# کالین روسلر
کالین روسلر (انگلیسی: Colin Rösler؛ زادهٔ ۲۲ آوریل ۲۰۰۰) بازیکن فوتبال اهل انگلستان است.
از باشگاه‌هایی که در آن بازی کرده‌است می‌توان به باشگاه فوتبال ناک بردا اشاره کرد.
وی همچنین در تیم‌های ملی فوتبال England national under-16 football team, Norway national under-16 football team, Norway national under-17 football team, Norway national under-18 football team, Norway national under-19 football team، و زیر ۲۱ سال نروژ بازی کرده‌است.